# حقوق التأليف والنشر في السعودية
حقوق التأليف والنّشر في السعودية، هو نظام وضع  بمرسوم ملكي رقم M/41 بتاريخ 30 أغسطس، 2003م، لحماية حقوق التأليف والنشر في السعودية وجميع أنواع الملكية الفكرية، وحقوق المؤلف تبقى محميّة حتى فترة 50 سنة من بعد موته أو موتها، وتسري أحكام النظام على مصنفات المؤلفين السعوديين وغير السعوديين داخل المملكة أو خارجها.

## تعريفات[3]

### المادة الأولى
تدل المصطلحات التالية حيثما وردت في هذا النظام على ما يلي:
- المصنف: يقصد به العمل الأدبي أو العلمي أو الفني الذي لم يسبق نشره.
- المؤلف: الشخص الذي نشر المصنف منسوباً إليه سواء بذكر اسمه على المصنف أم بأية طريقة من الطرق المتبعة في نسبة المصنفات لمؤلفيها إلا إذا قام الدليل على عكس ذلك.
- النشر: هو نقل المصنف بطريقة مباشرة أو غير مباشرة إلى الجمهور، سواء بنقل المصنف ذاته، أو استخراج نسخ أو صور منه، أو أي من أجزائه يمكن قراءتها، أو سماعها أو رؤيتها أو أداؤها.
- الابتكار: هو الإنشاء الذي توفرت فيه عناصر الجدة أو تميز بطابع غير معروف من قبل.
- الاستنساخ: هو إنتاج نسخة أو أكثر من أحد المصنفات الأدبية أو الفنية أو العلمية أو الصور مادية، بما في ذلك التسجيلات صوتية أو مرئية.
- الفلكلور الوطني: يقصد به جميع المصنفات الأدبية أو الفنية أو العلمية ابتكرت في الأراضي السعودية من قبل مؤلفين، يُعتبرون أو كانوا يُعتبرون من المواطنين السعوديين، وانتقلت من جيل إلى جيل وتُشكل جزءاً من التراث الثقافي للسعودية.
- الوزارة: وزارة الإعلام.
- الوزير: وزير الإعلام.

## المصنفات التي يتم حماية مؤلفوها[3]

### المادة الثانية
يتم حماية مؤلفو المصنفات المبتكرة في العلوم والأدب والفنون، أياً كان نوعها، أو طريقة التعبير عنها، أو أهميتها، أو الغرض من تأليفها.

### المادة الثالثة
تشمل الحماية بوجه عام مؤلفي المصنفات التي يكون مظهر التعبير عنها الكتابة أو الصوت أو الرسم أو التصوير أو الحركة مثل:
1. الكتب والكتيبات وغيرها من المواد المكتوبة.
2. المصنفات التي تُلقى شفوياً كالمحاضرات والخطب والمواعظ وما يماثلها مثل الأشعار والأناشيد.
3. المؤلفات المسرحية والتمثيليات والاستعراضات وما يماثلها من العروض التي تؤدى بحركات.
4. المصنفات التي تعد خصيصاً لتذاع أو تعرض بواسطة الإذاعة أو التلفزيون.
5. أعمال الرسوم وأعمال الفن التشكيلي والعمارة والفنون الزخرفية والحياكة الفنية.
6. أعمال الفنون التطبيقية.
7. أعمال التصوير الفوتوغرافي والصور الثابتة المنقولة عن طريق التلفزيون.
8. المصنفات المجسمة المتعلقة باللصور التوضيحية والخرائط الجغرافية والتصاميم والمخططات والأعمال التشكيلية والجغرافيا و الطبوغرافيا أو العمارة أو العلوم
9. برامج الحاسب الآلي.

### المادة الرابعة
تشمل الحماية عنوان المصنف إذا كان متميزاً بطابع ابتكاري، ولم يكن لفظاً جارياً ليدل على موضوع المصنف.

### المادة الخامسة
يتمتع بالحماية المقررة بمقتضى هذا النظام أيضاً:
1. من قام بأخذ إذن من المؤلف بترجمة المصنف إلى لغة أخرى.
2. من قام بتحريره أو بتعديله أو بشرحه أو بالتعليق عليه بأي صورة تظهره في شكل جديد
3. مؤلفو المختارات من الشعر أو النثر وغيرها التي تعتبر من حيث اختيار وترتيب محتوياتها أعمالاً فكرية ابتكارية.
4. الحماية التي تتمتع بها الصفات المذكورة في الفقرات (1 ،2 ،3) لا تخل بأي حال بالحماية التي يتمتع بها مؤلفو المصنفات الأصلية.

### المادة السادسة
لا تشمل الحماية المقررة بمقتضى هذا النظام:
1. الأنظمة والأحكام القضائية وقرارات الهيئات الإدارية والاتفاقات الدولية وسائر الوثائق الرسمية، وكذلك الترجمات الرسمية لهذه النصوص، مع مراعاة الأحكام الخاصة بتداول هذه الوثائق.
2. ما تنشره الصحف والمجلات والنشرات الدورية والإذاعة والتلفزيون من الأخبار اليومية أو الحوادث ذات الصيغة الإخبارية.

## وصلات خارجية
- النص الكامل لقوانين) وق التأليف والنشر رقم: M/41، من الهيئة العامة للاستثمار (بالإنجليزية)